# Herpesvirus endoteliotrópico del elefante
Los herpesvirus endoteliotrópicos de los elefantes (EEHV) son herpesvirus que infectan a los elefantes. Pueden causar una enfermedad hemorrágica muy mortal cuando se transmiten a elefantes asiáticos jóvenes. En los elefantes africanos, las formas relacionadas de estos virus, que se han identificado en poblaciones salvajes, son generalmente benignas, y ocasionalmente afloran para causar pequeños crecimientos o lesiones. Sin embargo, algunos tipos de EEHV pueden causar una enfermedad muy mortal en elefantes asiáticos, que mata hasta el 80% de los individuos gravemente afectados. La enfermedad puede tratarse con la aplicación rápida de medicamentos antivirales, pero esto sólo ha sido eficaz en alrededor de un tercio de los casos.
El primer caso de forma mortal de la enfermedad se documentó en 1990, aunque muestras de tejido de la década de 1980 han dado positivo para el virus, y en la década de 1970 se registraron lesiones cutáneas localizadas en elefantes africanos salvajes. Desde 1995, se han documentado más de cincuenta casos de la enfermedad en Norteamérica y Europa, de los cuales sólo nueve se han curado con éxito. Los afectados son en su mayoría animales jóvenes nacidos en cautividad, aunque ha muerto un pequeño número de adultos mayores nacidos en libertad y mantenidos en zoológicos, y se han identificado varios casos causados por el mismo tipo patógeno de EEHV tanto en crías huérfanas como salvajes en poblaciones de elefantes asiáticos.

## Virus y transmisión

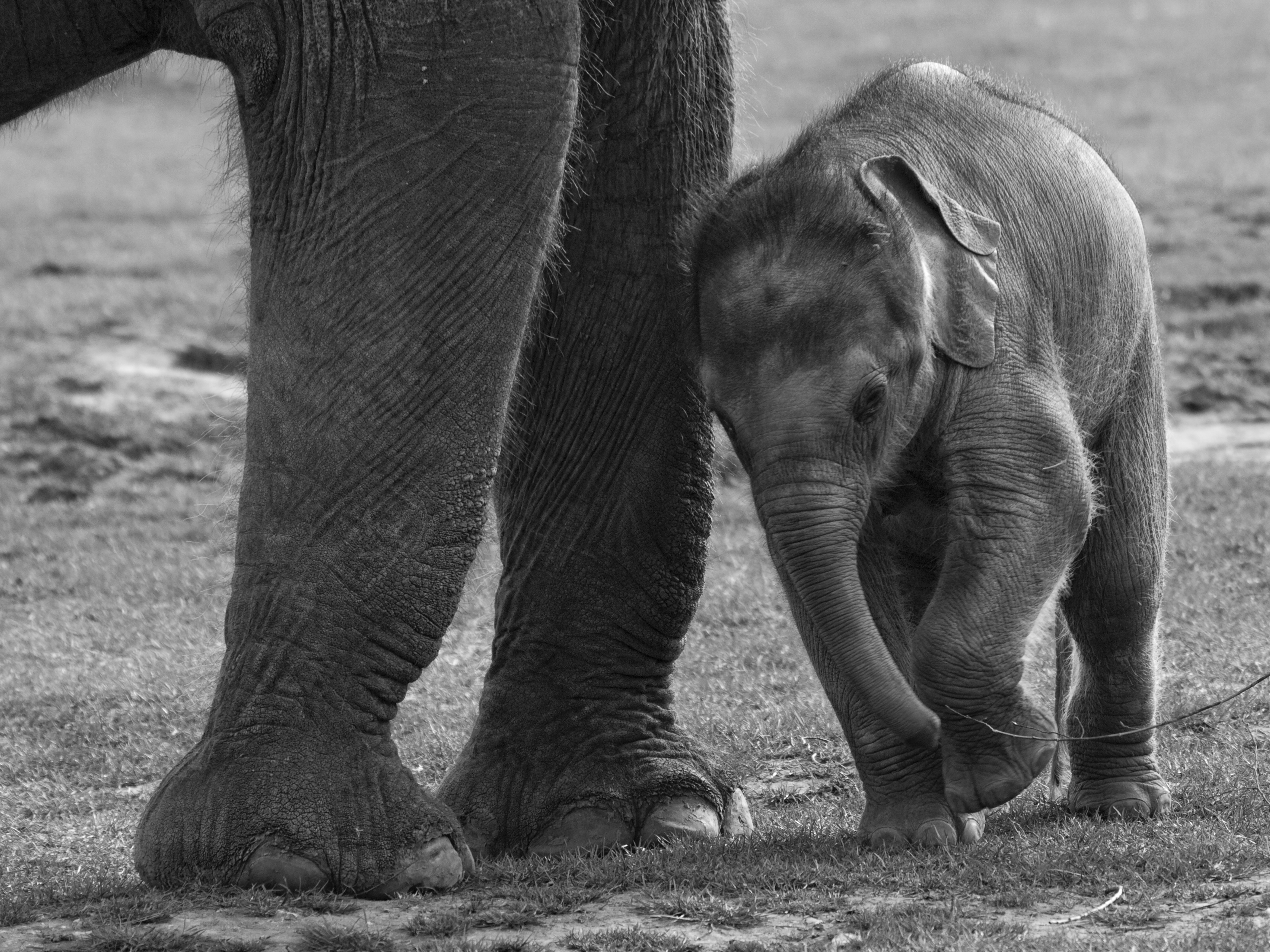
«Donaldson», una cría macho de elefante asiático del zoo de Whipsnade, murió de EEHV en mayo de 2009.

Los EEHV son miembros del género Proboscivirus, un nuevo clado estrechamente relacionado con los betaherpesvirus de los mamíferos que han sido responsables de hasta 70 muertes de elefantes asiáticos salvajes y de zoológico en todo el mundo, especialmente en crías jóvenes. Actualmente se conocen seis especies/tipos de proboscivirus, y la forma más común y patógena, el EEHV1, también tiene dos subtipos quiméricos, 1A y 1B, así como numerosas cepas distintas.
EEHV1A (originalmente conocido como EEHV1) fue la primera especie/tipo identificada, que causa una enfermedad hemorrágica aguda con una tasa de mortalidad muy alta en elefantes asiáticos.  Originalmente se creía que esta forma del virus ocurría de forma natural en elefantes africanos (produciendo ocasionalmente nódulos cutáneos), y que se transmitía a elefantes asiáticos en cautividad, pero estudios más extensos han refutado en gran medida este concepto porque varias otras especies/tipos de EEHV (por ejemplo, EEHV2, EEHV3 y EEHV6) se han identificado en elefantes africanos. EEHV2, EEHV3 y EEHV6) se han identificado en elefantes africanos. Un segundo subtipo letal, EEHV1B, se identificó en elefantes asiáticos en 2001 EEHV3, EEHV4 y EEHV5 también han sido responsables de la muerte de al menos una cría de elefante asiático.
EEHV2 ha causado la enfermedad hemorrágica en varios elefantes africanos, según se ha informado. Junto con EEHV3 y EEHV6, también se ha encontrado en los ganglios linfáticos pulmonares de varios elefantes africanos salvajes y de zoológico a los que se les ha realizado la autopsia.
Existen otras cinco o seis especies/tipos y variedades de gammaherpesvirus del elefante (EGHV) que se encuentran en las secreciones oculares y genitales de muchos elefantes sanos de zoológicos asiáticos y africanos, por ejemplo EGHV1, EGHV2, EGHV3A, EGHV3B, EGHV4 y EGHV5 (también llamados gammaherpesvirus de los elefantes EIHV3, EIHV4, EIHV5, EIHV6, ElHV9 y ElHV10) - todos ellos clasificados en la subfamilia Gammaherpesvirinae en lugar de Betaherpesvirinae. Estos virus no están estrechamente relacionados con los EEHV ni son la causa conocida de ningún síntoma de enfermedad.
Los estudios también han detectado que tanto el EEHV1A como el EEHV1B se excretan en las secreciones del lavado de la trompa de elefantes asiáticos asintomáticos sanos que son compañeros de cría de elefantes de zoológico que anteriormente habían tenido la enfermedad y lo mismo ocurre con el EEHV5. Por lo tanto, al igual que la saliva para la mayoría de los herpesvirus humanos y animales, las secreciones de la trompa pueden ser una fuente de transmisión para los EEHV. Debido a las preocupaciones sobre los orígenes del EEHV1 y a las pruebas de transmisión entre especies para el EEHV3, se ha desaconsejado el contacto a largo plazo entre elefantes asiáticos y africanos, junto con evitar nuevos contactos entre elefantes asiáticos jóvenes nacidos en cautividad y elefantes asiáticos nacidos en libertad, ya que estos últimos pueden ser portadores de la enfermedad. Un análisis de varios casos norteamericanos, que descartó la transmisión directa del virus entre cualquiera de las instalaciones afectadas estudiadas, apoyó firmemente la idea de una población portadora asiática significativa. Se cree que la inseminación artificial no es un factor de transmisión, se observa que cuando mueren varias crías de un mismo elefante macho o vaca en diferentes momentos (incluso en la misma instalación) casi todas tienen cepas distintas del virus, pero cuando mueren o se infectan dos crías al mismo tiempo en la misma instalación, las parejas siempre tienen cepas idénticas del virus. En 2005 se inició un programa de pruebas inmunoenzimáticas con el objetivo de analizar muestras de sangre de unos mil elefantes en busca de anticuerpos contra el virus para ayudar a identificar a los portadores y posibles patrones de transmisión.

## Efectos y tratamiento
En las infecciones benignas encontradas en algunos elefantes africanos salvajes y cautivos, estos virus pueden afectar tanto a la piel como al sistema pulmonar. En el primer caso, produce pequeños nódulos rosáceos en la cabeza y el tronco en los jóvenes, que aparecen durante unas semanas y luego remiten, lo que sugiere una infección localizada reactivada de forma intermitente que en su mayor parte permanece latente. En el segundo caso, se ha encontrado en pequeños nódulos pulmonares blancos en la necropsia de muchos adultos asintomáticos. Ambos son característicos de EEHV2, EEHV3 y EEHV6.
En un ataque mortal, sin embargo, se manifiesta muy rápidamente. En varios casos, la muerte se ha producido a las 24 horas del inicio de la infección, mientras que otros casos no duran más de unos cinco días. El virus ataca las células endoteliales, rompiendo los capilares y provocando pérdida de sangre y hemorragia; una vez que ésta llega al corazón, la hemorragia mata rápidamente por shock. Los síntomas incluyen letargo y falta de apetito, taquicardia y disminución del recuento de células sanguíneas, así como cianosis de la lengua, úlceras bucales y edema de la cabeza y el tronco.
El tratamiento rápido con famciclovir, mantenido durante aproximadamente un mes, ha parecido curar a ocho terneros infectados con EEHV1; sin embargo, este tratamiento es muy caro, sólo parcialmente eficaz y depende de la identificación temprana de la infección.
Una prueba de reacción en cadena de la polimerasa en una muestra de sangre de los animales afectados confirmará un caso sospechoso mediante la identificación del ADN viral, aunque ahora es común comenzar el tratamiento con famciclovir lo antes posible en lugar de esperar a la confirmación del caso. Antes del desarrollo de la prueba, o en circunstancias en las que no está disponible, la enfermedad puede ser diagnosticada erróneamente como cualquiera de una serie de otras condiciones que tienen un inicio rápido que conduce a una muerte rápida, incluyendo la encefalomiocarditis y la salmonelosis.

## Historia
El virus se ha identificado en los nódulos pulmonares de elefantes africanos desde los años 70. El primer caso mortal reconocido de EEHV en un elefante asiático se identificó en el Zoológico Nacional de Washington, D.C., en 1995; las pruebas realizadas en muestras de tejido almacenadas permitieron identificar varias muertes anteriores debidas al mismo virus. Hasta la fecha, estos casos se habían identificado ya en 1983. Desde esa fecha, ha habido un total de 54 casos más en Norteamérica y Europa, nueve de los cuales fueron tratados con éxito. En este cálculo no se incluyó la muerte de dos terneros en el zoo de Whipsnade en mayo de 2009. Esto da una tasa de letalidad de más del 80% entre los casos sintomáticos conocidos de la enfermedad. En los casos en los que se aplicó medicación antiviral, el tratamiento fue eficaz en aproximadamente uno de cada tres casos. En 2005, había doce casos en los que se había utilizado famciclovir, ocho de los cuales fueron mortales. Como fracción de la población total, se ha calculado que de los 78 elefantes asiáticos nacidos en cautividad en Norteamérica entre 1978 y 2007, se sabe que 19 murieron de EEHV, y cinco más fueron tratados con éxito con medicación antiviral.
Los animales afectados son en su mayoría elefantes asiáticos jóvenes nacidos en cautividad, y la mitad de los casos registrados en Norteamérica tienen entre uno y cuatro años de edad (y tres cuartas partes entre uno y ocho años). Algunos casos han afectado a recién nacidos o a elefantes adultos nacidos en libertad (el mayor de 40 años), y tres casos registrados han afectado a elefantes africanos. El primer caso mortal documentado en elefantes africanos fue el de Kijana, un macho de once meses de edad en 1996. Desde 2008, se han atribuido varios casos al EEHV1 entre elefantes asiáticos salvajes.
El primer caso sospechoso en Asia se produjo en 1997, aunque no se pudo confirmar la presencia del virus hasta el quinto caso sospechoso. Este caso se notificó en 2006, con la muerte de una joven cría nacida en estado salvaje en un santuario de elefantes de Camboya. El virus se identificó como parte del grupo EEHV1, el mismo que se había identificado previamente en las poblaciones cautivas norteamericanas y europeas. En 2013, se caracterizaron exhaustivamente nueve casos letales de la India y se descubrió que consistían en una amplia variedad de cepas genéticamente divergentes de EEHV1A y EEHV1B que coincidían con los subtipos y el rango genético de casi todos los encontrados previamente en Europa y Norteamérica.  También se han notificado casos atribuidos a EEHV1A y EEHV4 en Tailandia y existen pruebas tanto confirmadas como anecdóticas de muertes por enfermedad hemorrágica similares de entre 16 y 30 terneros más en países asiáticos como Tailandia, India, Nepal, Myanmar e Indonesia en los últimos cinco años. Por lo tanto, no se trata de una enfermedad exclusiva de elefantes cautivos, sino que es endógena y posiblemente rampante también en elefantes asiáticos en libertad. Se ha señalado la «urgente necesidad» de seguir investigando para estudiar la situación en regiones con poblaciones de elefantes asiáticos salvajes.
El 12 de junio de 2019 se informó de que en el zoo de Chester la cría de elefante indio Indali Hi Way, de 2 años de edad, se había recuperado totalmente del EEHV, tras numerosos tratamientos durante 2 semanas, y que ahora hay esperanzas de una vacuna para el EEHV.
En 2020, un elefante asiático de 1 año llamado Ajay, del zoológico Rosamond Gifford de Siracusa, Nueva York, muy popular en la zona, murió a causa del virus.
En julio de 2024, el zoo de Dublín informó de dos muertes por el virus: Avani, de 8 años, y Zinda, de 7.
En noviembre de 2024, un joven elefante africano llamado «Bumi» murió en el parque Ouwehands Dierenpark de Rhenen (Países Bajos). Ese mismo mes, dos crías llamadas «Nagarr» y «Ka Yan» murieron en el zoo holandés Wildlands de Emmen. El 11 de diciembre se realizó la primera prueba de una nueva vacuna desarrollada por la Universidad de Utrecht contra la variante del virus que sólo afecta a los elefantes asiáticos.